# Synonchus alisonae
Synonchus alisonae is een rondwormensoort uit de familie van de Leptosomatidae. De wetenschappelijke naam van de soort is voor het eerst geldig gepubliceerd in 1973 door Warwick.